# Piliostigma malabaricum
Piliostigma malabaricum là một loài thực vật có hoa trong họ Đậu. Loài này được (Roxb.) Benth. miêu tả khoa học đầu tiên. Trước đây nó được đặt trong chi Móng bò, nhưng tên đã thay đổi khi sắp xếp lại phân họ Đậu và tông Bauhinieae.
Nó là loài bản địa của vùng nhiệt đới châu Á và miền Bắc nước Úc, được gọi là "Cây phong lan tím" (mặc dù không nên nhầm lẫn với hoa Móng Bò Tím (Bauhinia purpurea) hoặc hoa Ban Tây Bắc (Bauhinia variegata)). Nó không có tên cụ thể theo Plants of the World Online.